# La Tribuna del País Vasco
La Tribuna del País Vasco es un periódico digital generalista con sede en San Sebastián, País Vasco.
El diario fue fundado por el periodista Raúl González Zorrilla en 2013. Ofrece noticias exclusivas y análisis relevantes sobre la actualidad política, social, económica y cultural del País Vasco, España y el mundo. 
Entre los columnistas y colaboradores del periódico cabe destacar a Enrique Arias Vega, Fernando José Vaquero Oroquieta, Carlos X. Blanco, Ernesto Ladrón de Guevara, Antonio Ríos Rojas, Yolanda Couceiro Morín, Marta González Isidoro, David Engels, Susana Antolín, Juan de Dios Ramírez Heredia, Miklós Cseszneky, Javier Salaberría, Pedro Carlos González Cuevas, Pablo Mosquera y Sergio Fernández Riquelme.
La Tribuna del País Vasco también publica diferentes colecciones de libros impresos y electrónicos, así como la revista impresa Naves en Llamas.